# Phavaraea poliana
Phavaraea poliana är en fjärilsart som beskrevs av Druce 1893. Phavaraea poliana ingår i släktet Phavaraea och familjen tandspinnare. Inga underarter finns listade i Catalogue of Life.